# 土默特右翼旗
土默特右翼旗，清朝到民国初年的漠南蒙古旧旗名，属于卓索图盟。境内蒙古族与归化城土默特同源。土默特右翼旗辖地今属辽宁省朝阳市。

## 历史
17世纪初，土默特部一支东迁至辽西地区，1629年，其首领鄂木布楚琥尔归附皇太极，率部迁居至巴彦和硕（今北票下府）。1635年，后金设土默特右翼旗（位于今北票市境内），清崇德二年（1637年）授扎萨克，旗府设在巴彦和硕。清乾隆五十三年（1788年），巴彦和硕被洪水淹没，于是旗府被迁到了黑城子古城，并在辽、金、元的川州遗址上新建土默特旗府。
辛亥革命后，土默特右翼旗旗府划归朝阳县。满洲国成立后推行蒙地奉上政策，废除扎萨克改为旗长。1932年10月，满洲国皇帝溥仪赐封沁布多尔济为和硕亲王，任土默特右旗旗长。1940年，在朝阳北部（今北票）增设土默特中旗，沁布多尔济改任中旗旗长；土默特右旗（朝阳）旗长由沁布多尔济四哥宝音乌力吉（四佛爷）担任。

## 历任扎萨克固山贝子
1. 鄂木布楚琥尔（乞庆哈之孙，赶兔之子）
2. 固穆，先后封镇国公、固山贝子
3. 衮济斯札布
4. 拉斯扎布
5. 班第
6. 哈穆噶巴雅斯呼朗图
7. 垂扎布
8. 色布腾栋罗布
9. 色布腾喇什
10. 朋素克嶙亲
11. 玛尼巴达喇
12. 德勒克色楞，娶怡親王奕勳女，官至領侍衛內大臣、都統、御前大臣、善撲營總統大臣
13. 索特那木色登
14. 棍布扎布
15. 沁布多尔济（1932年-1940年任右旗旗长，1940年后任中旗旗长）